# Torreilles
Torreilles är en kommun i departementet Pyrénées-Orientales i regionen Occitanien i södra Frankrike. Kommunen ligger i kantonen Saint-Laurent-de-la-Salanque som tillhör arrondissementet Perpignan. År 2022 hade Torreilles 3 793 invånare.

## Befolkningsutveckling
Antalet invånare i kommunen Torreilles
| Referens: INSEE |